# 1994 en chimie
Cet article présente les faits marquants de l'année 1994 en chimie.

## Évènements
- Kunio Yagi devient président de l'Union internationale de biochimie jusqu'en 1997[1].
- 26ème Olympiades Internationales de Chimie, organisées à Oslo en Norvège du 3 juillet au 11 juillet[2].
- 9 novembre : découverte du Darmstadtium (Ds), élément chimique de numéro atomique 110, au GSI de Darmstadt en Allemagne[3].
- 8 décembre : découverte du Roentgenium (Rg), élément chimique de numéro atomique 111, au GSI de Darmstadt en Allemagne[4], annoncé le 20 décembre[3].

## Prix
- Prix Nobel de chimie : George A. Olah pour ses contributions à la chimie des carbocations[5].
- Prix Wolf de chimie : Richard Lerner et Peter Schultz « pour la conversion d'anticorps en enzymes, rendant possible la catalyse de réactions chimiques considérée impossible par des procédures de chimie classique »[6].
- Prix Procter & Gamble : J. Kerry Thomas[7]
- Prix Anselme-Payen : Geoffrey Richards[8]
- Médaille Garvan-Olin : Barbara J. Garrison[9]
- Prix Ernest-Guenther : Paul J. Scheuer[10]
- ACS Award in Pure Chemistry : Gerard Parkin[11]
- Arthur C. Cope Award : John D. Roberts[12]
- Prix Irving-Langmuir : Robert G. Parr[13]
- Médaille Priestley : Howard Ensign Simmons[14],[15],[16]
- Médaille Davy : John Meurig Thomas pour ses études pionnières sur la chimie des solides et pour les avancées majeures qu'il a réalisées dans la conception de nouveaux matériaux pour la catalyse hétérogène[17],[18].
- Prix Alfred-Bader : Edward Piers[19]

- Grand prix Pierre-Süe : Jean-Paul Malrieu[20]
- Grand prix Achille-Le-Bel : Andrée Marquet[21]
- Claude S. Hudson Award in Carbohydrate Chemistry : J. F. G. Vliegenthart[22]
- Médaille Lavoisier de la Société chimique de France : David A. Evans[23], M.-A. de Paoli[23], Rudolph Marcus[24] et S. Wolff[23],[25]
- Médaille William-H.-Nichols : Peter B. Dervan[26]

## Décès
- 14 avril : Cyrias Ouellet (né en 1906), chimiste québécois.
- 17 avril : Gaston Charlot (né en 1904), chimiste français.
- 12 mai : Roy Plunkett (né en 1910), chimiste américain, découvreur du téflon.
- 29 juillet : Dorothy Crowfoot Hodgkin (né en 1910), chimiste britannique, elle travailla sur la diffractométrie de rayons X, prix Nobel de chimie en 1964.
- 18 août :
  - Yeshayahou Leibowitz (né en 1903), chimiste, philosophe et écrivain israélien.
  - Richard Laurence Millington Synge (né en 1914), chimiste anglais.
- 19 août : Linus Pauling (né en 1901), physicien et chimiste américain, Prix Nobel de chimie en 1954.